# Palais des Bagni Umberto I
Le palais des Bagni Umberto I (en italien : Palazzo dei Bagni Umberto I) est un bâtiment historique de la ville d'Ivrée au Piémont en Italie.

## Histoire
La nécessité de créer des bains publics ayant le but d'améliorer les conditions d'hygiène de la population d'Ivrée pousse les administrateurs de la ville à décider, en 1885, la construction du bâtiment, après s'être assurés de la conformité des eaux de la Doire Baltée à l'usage hygiénique et balnéaire. Les travaux de construction, exécutés par l'entreprise Pignatta-Accastelli, qui aboutissent à l'ouverture partielle des bains couverts pendant l'été 1889, sont achevés en juin 1890. Le premier étage abritait les cabines, le deuxième le café, le troisième le restaurant et le quatrième les logements. De plus, une grande terrasse sur le toit permettait à l'origine de profiter de la vue sur la ville et la rivière. L'établissement fonctionne comme station hydrothérapique et hôtel de jour jusqu'à sa faillite en 1892, lorsqu'il est acheté par l'entrepreneur Domenico Martellono d'Issiglio, qui en fait sa résidence.

## Description
Le palais se situe dans le secteur sud-est du centre historique de la ville d'Ivrée, sur le Lungodora, en face de la tour Santo Stefano. Le bâtiment, qui a quatre niveaux plus un sous-sol, présente un plan en forme de "L".

## Galerie d'images

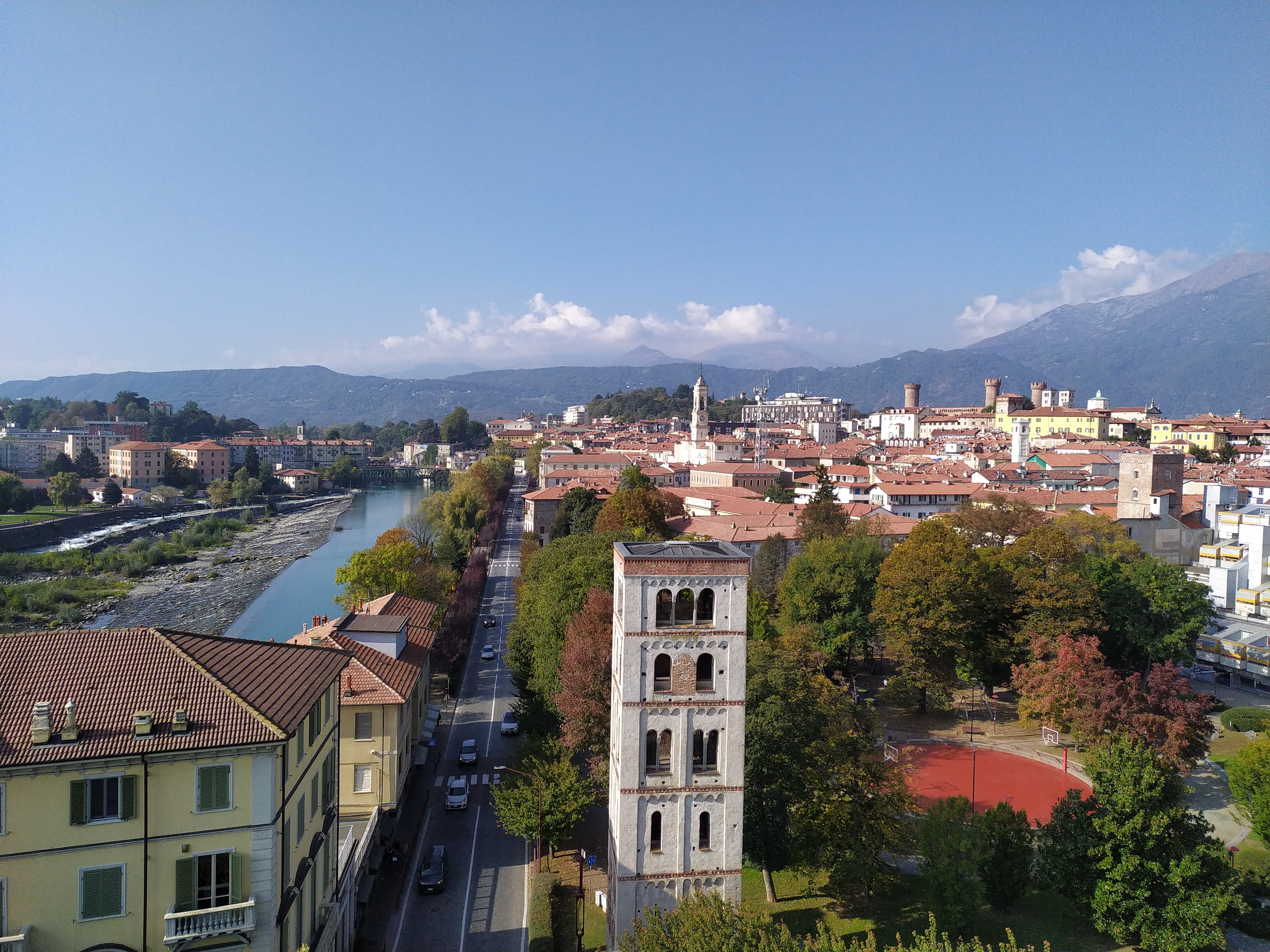
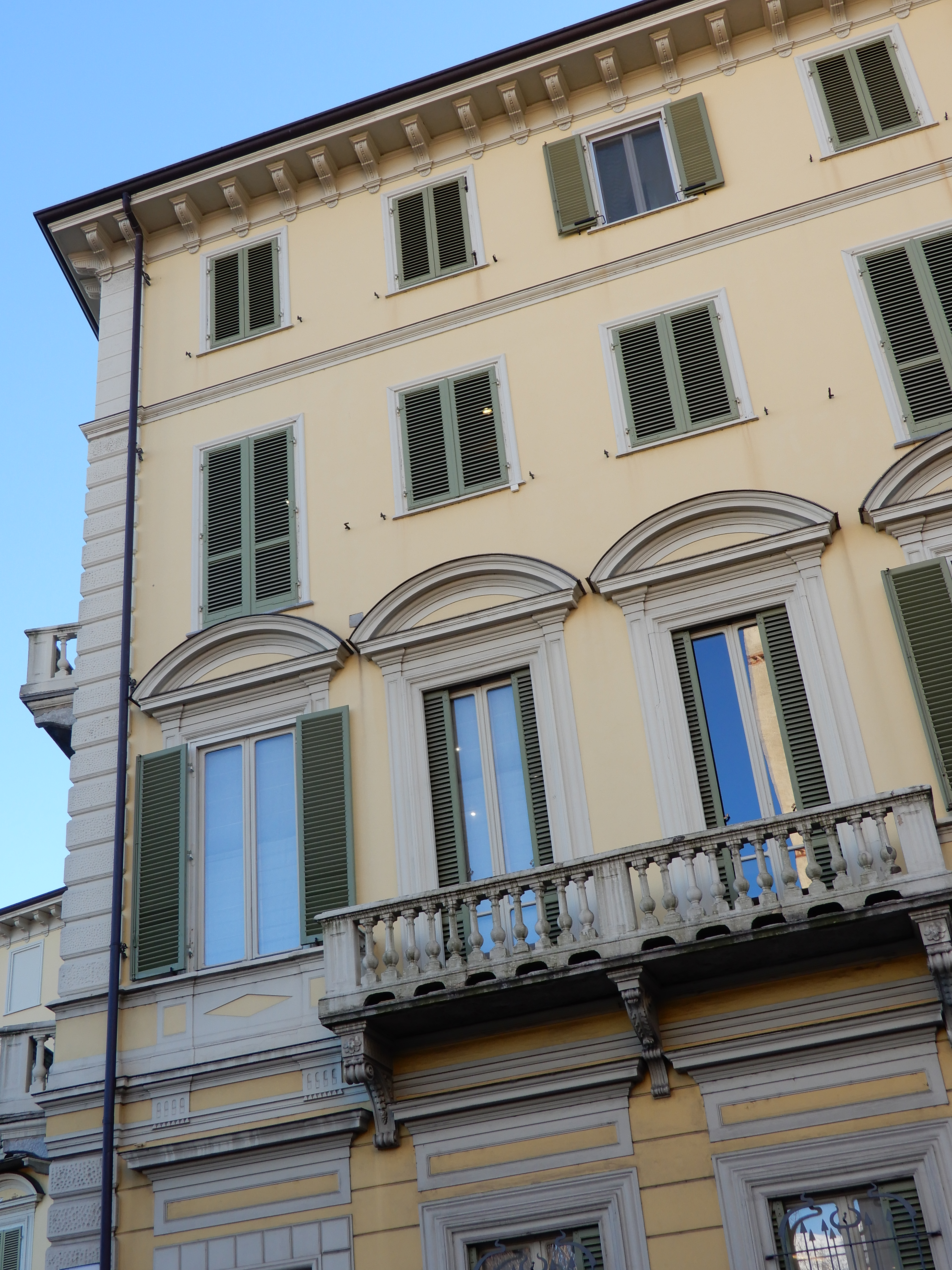
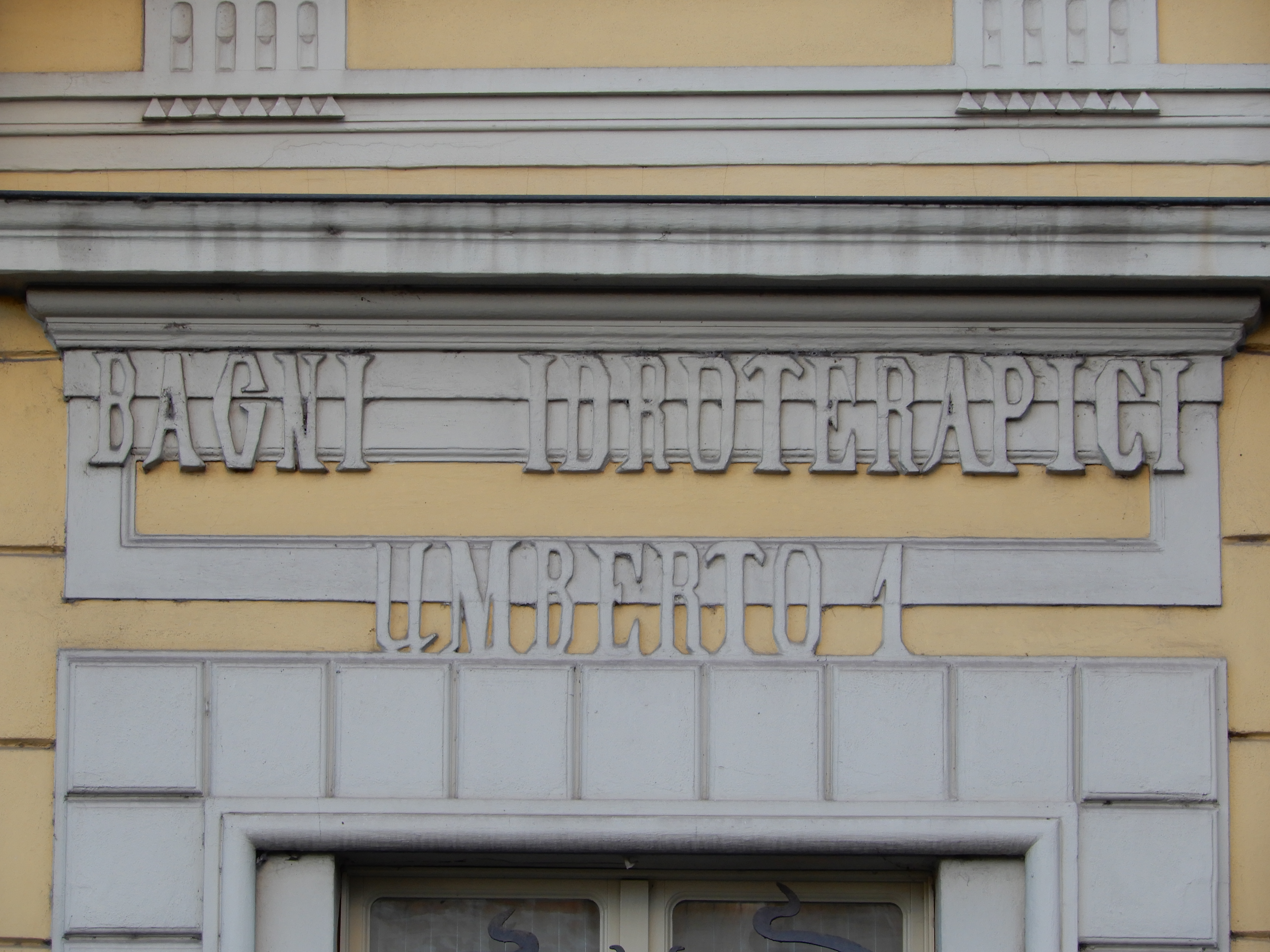